# کومیکو تاکاهاشی (انیماتور)
کومیکو تاکاهاشی (انگلیسی: Kumiko Takahashi؛ زادهٔ ۲۰ فوریهٔ ۱۹۶۲) پویانما اهل ژاپن است.